# Snap (fútbol americano)
Un snap (también conocido como hike o snapback), pase inicial o pase, da comienzo a todas las jugadas desde la línea de scrimmage en el fútbol americano y fútbol canadiense. 

## Acción

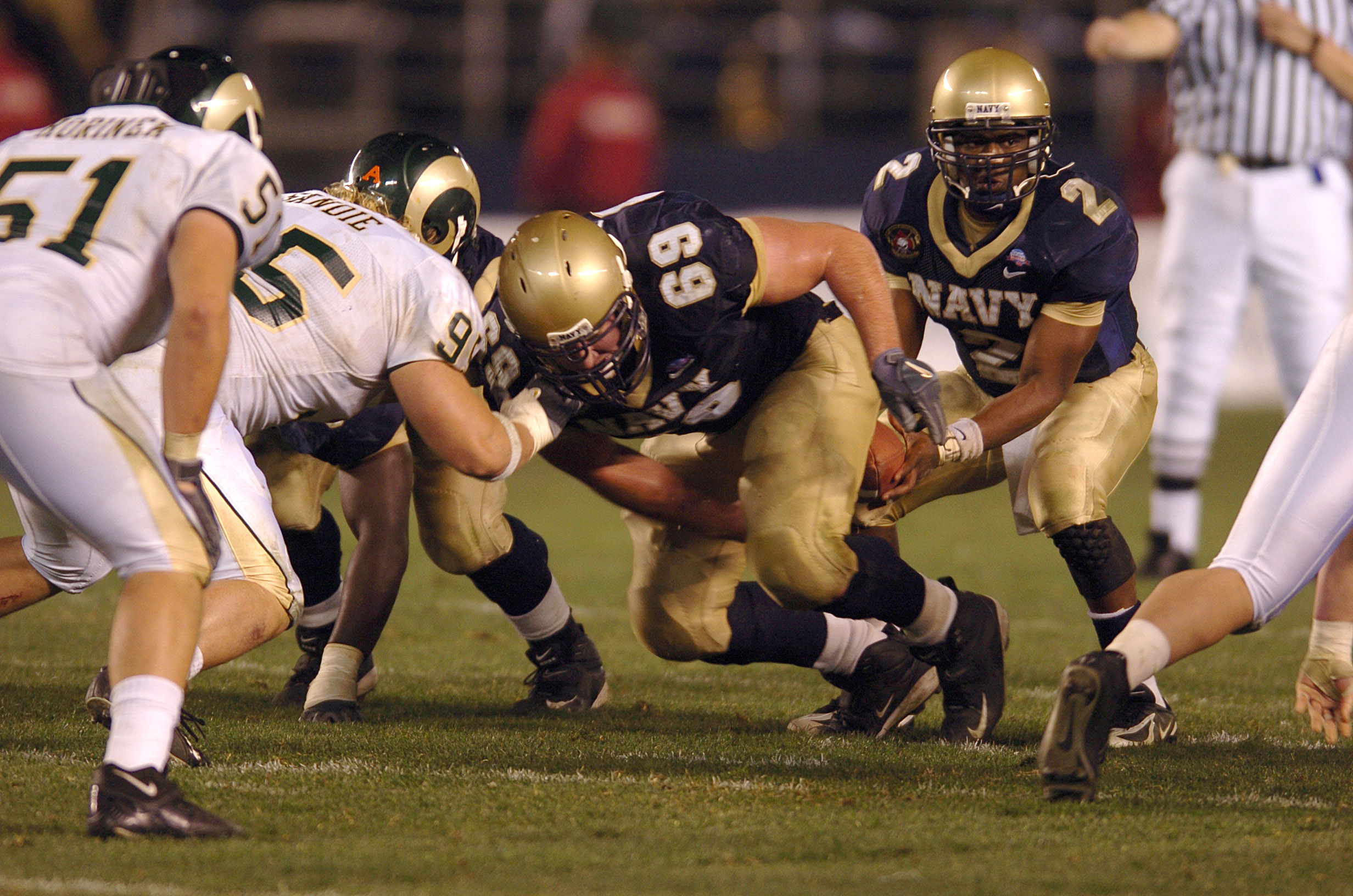
La entrega del balón o snap entre las piernas del center.

El balón comienza en el suelo con su eje más largo paralelo a las líneas del campo. Sus extremos marcan la línea de confrontación o scrimmage de cada equipo en el fútbol americano. En el fútbol canadiense la línea de scrimmage del equipo que no tiene posesión se sitúa a una distancia de una yarda del balón. El snap debe ser un movimiento rápido y fluido ejecutado con una o ambas manos del snapper, abandonando el balón las manos de este. Los distintos reglamentos tienen requisitos diferentes, aunque todos ellos coinciden en que el balón debe salir hacia atrás para un jugador que esté situado detrás de la línea de scrimmage (en el backfield). El balón se puede dar en mano, lanzar, o incluso hacerlo rodar, y es este movimiento el que se denomina como snap. El snapper o receptor de este pase es casi siempre el central. El balón suele pasarse entre las piernas del snapper, pero esto solo es obligatorio en el fútbol canadiense. Se aplican reglas adicionales que se centran en la postura y situación en el campo del receptor como jugador de línea.
En teoría, en la mayoría de reglamentos de fútbol americano es legal que el receptor del pase inicial haga rodar o tire el balón hacia atrás en el suelo y entonces, con el balón puesto en juego como un balón suelto, da un paso atrás, recoge el balón y juega como si él fuese el quarterback. Esto tiene una ventaja oculta ya que permite al verdadero quarterback, que normalmente es el que pasa el balón, jugar como un receptor más. Sin embargo, en la práctica casi nunca se hace.
Para un pase inicial en mano, o pase en mano, el receptor normalmente tendrá su cabeza levantada, encarando a los rivales. Para un pase inicial largo, especialmente en formaciones donde el balón puede pasarse a jugadores situados en diferentes posiciones, el snapper estará agachado mirando entre sus piernas. Debido a la vulnerabilidad de un jugador en esa posición, la National Collegiate Athletic Association (NCAA) y la National Federation of State High School Associations ("Fed") han adoptado reglas en las que si un jugador está situado al menos 7 yardas por detrás de la zona neutral para recibir el pase inicial, los jugadores rivales no pueden tener contacto deliberadamente con el snapper hasta un segundo después de hecho el pase (NCAA), o hasta que el receptor tenga la oportunidad de reaccionar (Fed). Sin embargo, en el fútbol profesional es normal que un central en la formación shotgun o escopeta sea capaz de lanzar el balón a ciegas manteniendo la cabeza en alto.

## Cuenta desnap
El equipo encargado de realizar el snap normalmente sabe el momento exacto en el que el snap será realizado ya que uno de sus jugadores gritará señales, que normalmente son un sonido fuerte como "hut" una o más veces. Por lo tanto tienen una ventaja considerable sobre sus rivales. Sin embargo, al snapper no se le permite hacer "motions" simulando así formar parte de la acción en el snap. Pero los oponentes pueden estar seguros del comienzo del snap con el primer movimiento del balón o de las manos del snapper.
La cuenta de snap se decide en el huddle, normalmente se dice "<jugada>...en <número>." siendo estas las últimas palabras del quarterback después de decir la jugada pero antes de que el huddle se deshaga y los jugadores vayan a la línea de scrimmage. La cuenta de snap hace que los jugadores de ataque tengan una pequeña ventaja. Los linebackers rivales intentan predecir cuando será el snap, para intentar cruzar la línea de scrimmage justo cuando la jugada comience, e incrementar así las oportunidades de realizar una tackleada provocando una pérdida, o un sack. Variando la cuenta de snap, el quarterback fuerza a los jugadores de defensa a reaccionar a los movimientos de los jugadores de ataque, lo que provoca el riesgo de que a los defensores se les penalice por offsides o encroachment. Desafortunadamente para el ataque, esta ventaja a veces puede convertirse en una desventaja. Cuando se encuentran en un estadio con mucho ruido, los jugadores son incapaces de oír la cuenta de snap, por lo que se ven obligados a estar concentrados en señales visuales (cuenta de snap silenciosa), o de lo contrario corren el riesgo de ser penalizados con una false start.
El ataque también debe prestar atención al reloj de juego. Si no consiguen realizar el snap a tiempo son penalizados con delay of game. Con poco tiempo en el reloj, la defensa tiene más oportunidades de adivinar cuando se producirá el snap. Es más fácil predecir cuándo se realizará el snap cuando quedan 2 segundos en el reloj de juego que cuando quedan 5 segundos.